# Turgut Özal
Turgut Özal, född 13 oktober 1927 i Malatya, provinsen Malatya, död 17 april 1993 i Ankara, var en turkisk politiker som var Turkiets premiärminister 1983–1989 och dess president 1989–1993. Hans far Mehmet Sıddık Özal var banktjänsteman från Malatya och hans mor Hafiza Hanım hade kurdiskt påbrå (kurmanci) och var från Çemişgezek i Tunceli.
Özal var elektronikingenjör och företagsekonom till utbildning. 1967 blev han chef för den statliga planeringsorganisationen. Efter militärkuppen i mars 1971 arbetade han för världsbanken, men återvände 1973 och innehade ledande poster inom näringslivet. 1979-80 var han statssekreterare i premiärministerns kansli och samtidigt statssekreterare i planeringsorganisationen. Sedan Süleyman Demirel störtats 12 september 1980, i en militärkupp,utsågs han av militären till vice regeringschef och finansminister med uppdrag att fortsätta sin ekonomiska politik. Den 14 juli 1982 avgick han p.g.a. den ihållande ekonomiska krisen. Sedan hans Fosterlandsparti segrat i valen 6 november 1983 efterträdde han Ülüsü som regeringschef.
Özal gick in för bättre förbindelser med Västeuropa. Han hade som mål att få in Turkiet som fullvärdig medlem av Europeiska gemenskaperna (EG), och såg Turkiet som en bro mellan öst och väst, mellan de muslimska länderna och Europa. Samtidigt var han mer eller mindre ansvarig för vad många i Turkiet anser vara en pånyttfödelse av islam, som framöver kom få en mer synlig plats i samhällslivet, genom större öppenhet gentemot mer religiösa kretsar i landet. Dessa var länge sedda över axeln av den delvis Kemalistiska statseliten.